# حلبی‌ساز
حَلَبی‌ساز (نف مرکب)، به شخصی گفته می‌شود که پیشه‌ اش ساختن آلات و ابزار از جنس حلب است (به نقل از فرهنگ فارسی معین). شخص حلبی‌ساز از ورقه‌های نازک حلبی، سینی و سطل و سماور و اشیاء دیگر را می‌سازد. این صنعتگران به عنوان زیر‌مجموعه از اتحادیه مصنوعات فلزی شناخته می‌شوند، اما در اصطلاح عام، ممکن است به صنعتگرانی که ورقه‌های سنگین فلز، آهن سفید یا سیاه و گالوانیزه را فرم می‌دهند و اشیایی مانند انواع بخاری و آبگرمکن می‌سازند، نیز حلبی‌ ساز گفته شود؛ چرا که این فعالیت‌ها همگی مستلزم دانش مکانیک است.   
حلبی‌ساز، به کسی می‌گویند که چیزهایی را از فلزات سبک وزن می‌سازد یا آن‌ها را تعمیر می‌کند. آهنگری نیز ممکن است به این حرفه اشاره داشته باشد؛ اگرچه همین کلمه ممکن است به تخصصی که به آهن‌سازی ربط نداشته باشد نیز اشاره داشته باشد. حلبی‌سازان معمولا کار خود را بر روی فلز سرد انجام می‌دهند، اما ممکن است از یک اجاق برای گرم کردن و شکل‌دادن بهتر به مواد اولیه خود استفاده کنند. در ابتدا، حلبی‌ساز در ردهٔ صنایع دستی، ساخت چیزهای ساده‌تر مانند جعبه قرص، جعبه ابزار و سایر اشیاء ساده را می‌آموزد. سپس، اشیائی مانند باروت‌دان، سطل‌های شیر، ظرف و... را می‌سازد. بعداً با قطعات پیچیده‌تری مانند آباژور، لوسترها و قهوه‌جوش‌های کج، کار خواهد کرد. در نهایت (حرفه و فن‌های دوره پیشاصنعتی و مهندسی) یک استادکار می‌تواند اشیا بزرگ مانند بخاری بسازد، با معماران همکاری کند و به طراحی و ساخت شیروانی و گنبد و اشیاء دیگر بپردازد.
آموزش این حرفه شامل ترسیم فنی، ریاضیات مرتبط با موضوع، علم مواد و غیره است. کارآموز باید قادر به طراحی، مونتاژ و تعمیر ورق‌های فلزی، تا کردن و لبه‌بندی، لحیم‌کاری، جوشکاری و غیره باشد.

## تاریخچه
حلبی‌سازی در غرب (اروپا و آمریکا)
فن حلبی‌سازی ره‌آورد و یادگاری از میانهٔ اروپای مرکزی بود که به معماری شهری راه یافت. ساخت شیروانی‌های فلزی و بخاری زندگی مردمان شهرهای پربارش و سرد ایران را بهبود داد و برایشان آسایش به ارمغان آورد. پیش از آن بیشتر مردم برای گرما بخشیدن به زمستان‌های سرد به جز شومینه ناچار به استفاده از کرسی بودند.
خاستگاه حلبی‌سازی
حسین ضرابی در یادداشتی مجارستان را مهد حلبی‌سازی می‌خواند و آن را پر غنا و خاستگاه این حرفه می‌داند. حلبی‌سازی از این کشور در اروپای مرکزی و مرزهای اتریش گذشته و آلمانی‌ها و سایر کشورهای اروپایی آن را از مجارها وام گرفته‌اند. حلبی‌سازیِ سنتی از آهنگری به وجود آمد و بیشتر ابزار خود را از آنجا به ارث می‌برد؛ اما روش کار آن را می‌توان به حرفه زرگری و مسگری نزدیک‌تر دانست. از ابزار مهم آن می‌توان به دستگاه زیگ یا سِگِچ (پرچ)، لحیم و اجاق پاکا اشاره کرد.
از سال ۱۹۸۹ میلادی یک شرکت خانوادگی به نام برَتچی‌شُوَرسُوِه در چکسلواکی ساخت و فروش دستگاه‌های قلع‌سازی را آغاز می‌کند. در آغاز قرن بیستم، پیشه‌وران این حرفه به جمعیت شهری مرفه‌تر در حال گسترش، تجهیزات حمام همچون وان، صندلی و آبگرمکن عرضه و آن‌ها را نصب می‌کردند.
در نیمه دوم قرن بیستم، در نتیجهٔ گسترش محصولات صنعتی، این حرفه تاریخی و سنتی تا حد زیادی از بین رفت و امروزه تنها بخش حرفه‌ای حلبی‌سازی در صنعت ساختمان باقی‌مانده است. برای تضمین ضدآب بودن سقف‌ها و اتصالات اجزای سازه‌ای ساختمان اتصالات حلبی را طراحی و تولید می‌کند که زهکشی بارش (ناودان) را تسهیل می‌کند. تزئینات شیروانی، محل تلاقی بادگیر، ناودان را طراحی و اجرا می‌کند.
آموزش حلبی‌سازان
حلبی‌ساز حرفه خود را مانند بسیاری از صنعتگران دیگر با شاگردی ۴ تا ۶ ساله نزد استاد حلبی‌سازی می‌آموزد. کارآموزی به عنوان «قرارنامه» در نظر گرفته می‌شد.
ظروف حلبی تا دهه ۱۶۳۰ در لندن تولید می‌شدند و به عنوان Crooked Lane Wares (از خیابانی که در آن ساخته می‌شدند) شناخته می‌شدند.
اگرچه از دید عموم ممکن است حلبی‌سازی با اشیا روزمره و صنایع دستی نظیر ابزار میوه‌چین و هسته‌گیر شناخته شود، تهیه این ابزارها تنها بخشی ابتدایی از این حرفه است. در قدیم بعضی از حلبی‌سازان ایرانی اشیا مرصع نیز می‌ساختند.

## مطالعات دربارهٔ حلبی‌سازی
به گفته حسین ضرابی(زاده ۱۳۱۰) رئیس اسبق اداره اصناف که پس از بازنشستگی به نایب رییسی اصناف برگزیده شد، «تاریخچه این حرفه به دوران پیش صنعتی بازمی‌گردد، قدیمی ترین و غنی‌ترین تاریخ را در پیشه حلبی‌سازی ، مجارستان دارد و از سده پانزده میلادی این شغل در مجارستان معمول بوده است، و بیشتر در صنعت ساختمان، برای ساخت ناودان و آب‌بند، تانکر، کوره و بخاری… کاربرد داشته». وی توضیح می‌دهد «در قرن هفده میلادی این حرفه هنوز در آمریکا و کشورهای اروپایی مانند انگلستان رایج نبوده است». دربارهٔ ابزارها به دستگاهی که با هندل دستی کار می‌کند اشاره کرده و می‌گوید ابزاری به نام ماشین هند-کرنکد در دوران پهلوی اول در ایران موجود بوده است که مهم‌ترین وسیله برای شکل دهی به ورقه فلز بوده است و در کنار متدهای دستی به کار گرفته می‌شده است. او زمان مورد نیاز برای یادگیری و ورود به عرصه صنعتکاری را حدود شش سال بیان می‌کند. در حال حاضر سازمان آموزش فنی و حرفه‌ای کشور دوره‌هایی کوتاه مرتبط با این فن برای ساخت کانال کولر برگزار می‌کند. 
بنایی تاریخی به نام برج حلبی‌سازان (به آلمانی Zinngießer-turm) در رومانی وجود دارد. 

## تاریخچه حلبی‌سازی در ایران
دودمان ضرابی و صناعت حلبی‌سازی
دو تاریخچه درباره ورود فن حلبی سازی به ایران عنوان شده است که یکی از این دو روایت از سوی سیّد محمّدباقر ضرّابیان عنوان شده است. دیگری مربوط است به خانواده‌ای از کاشان که مستنداتی از احوال آنها از گذشته تا کنون در دست است که برای محققین قابل دسترس است. بررسی اسناد خانواده کاشانی نشان می‌دهد این دو خانواده ارتباطی با یکدیگر ندارند. 
در زمان ناصرالدین شاه [سده ۱۸ میلادی، ۱۸۴۸ تا ۱۸۹۶ میلادی (گاهشمار ایرانی ۱۲۲۶ تا ۱۲۷۴) که با انقلاب آلمان در کنفدراسیون آلمان و امپراتوری اتریش مصادف شد] اسکناس و بانکداری جایگزین ضرابخانه‌ها می‌شود، و در ابتدا اسکناسها در غرب چاپ می‌شوند (بانک بازرگانی تنها توزیع کننده اسکناسهای چاپ شده در انگلیس بود و تا سال ۱۳۶۲ هیچ اسکناسی در ایران چاپ نمی‌شد). استادکاران ضرابخانه که از مشاغل دولتی بود باید به دنبال کار دیگر بودند. بعضی از این افراد که عمدتاً از خانواده‌های متمول دیوان سالار و با سواد بودند برای یادگیری حرفه‌های جدید با هزینه شخصی به کشورهای دیگر از جمله روسیه، آلمان و فرانسه رفتند. خانواده ضرابی پس از چند سال زندگی در آلمان، حرفه حلبی سازی که به آهنگری نزدیک است (ولی با فلز سرد کار می‌کنند) و اولین دستگاه‌های چرخ حلبی‌سازی یا زیگ را از آلمان به ایران آوردند، این افراد به بِلِشمیت مشهور شدند. (اما بعدها نام خانوادگی خود را از شهرت جد خود «ضرابی» Master of the Mint گرفتند) البته در زبان روسی به افرادی که در این حرفه کار می‌کنند ژستیانشیک می‌گویند. با بهره‌گیری از مصاحبه‌های سیّد محمّد باقر ضرّابیان: مصاحبه با محمدباقر ضرابیان آخرین حلبی‌ساز خانواده ضرابیان همدان
میراث فرهنگی حرفه حلبی سازی مرهون تلاش افراد نوجو بازنشسته ضرابخانه‌های دوران ناصری است که هم در کار کردن با فلز مهارت داشتند و هم از زمره محدود افرادی بودند که زبانهای اروپایی می‌دانستند و با اروپاییان آمد و رفت داشتند. در دودمان ضرابی آموزش و یادگیری زبانهای اروپایی امری شخصی بود که توسط اعضا انتقال می‌یافت، اعضا خانواده‌ها زبانهایی که با آن آشنایی داشتند را به یکدیگر می‌آموختند، و به این صورت با زبانهای روسی، فرانسوی و آلمانی و انگلیسی آشنایی داشتند. راز پیشرفت و موفقیت این دودمان نزدیکی با فرهنگ اروپایی و درک آن بود.
جالب اینکه این حرفه حلبی‌سازی در آلمان قدمتی طولانی دارد و بِلِخشمیت Blechschmied و بِلشِر و گُلچمیت در آلمان مانند نام فامیلی ضرابی در ایران که به آلمانی مونسمایستا Münzmeister ترجمه می‌شود یک نام خانوادگی است.
(در میان شهرهای ایران، همدان به داشتن استادان حلبی‌ساز آوازه‌ای افزون‌تر دارد. استادی که این پیشه را در همدان رونق داد و سبب شد که راسته‌ای به نام حلبی سازان در بازار همدان شکل بگیرد، استاد «نورعلی ضرّابیان» بود. او این هنر را در اروپا بهتر و کارآمدتر آموخت و با بازگشت به همدان مغازهٔ حلبی سازی راه انداخت به کمک سه فرزندش این صنعت را رواج داد. اکنون نیز نوهٔ او استاد «محمّدباقر ضرّابیان» در این پیشه از سرآمدان است. هنر حلبی‌سازی او در فهرست آثار ملی ایران ثبت شده است و برای ثبت جهانی نیز یکی از پیشنهادهای ایران به یونسکو است) 
به گفته سیّد محمّدباقر ضرّابیان پدر و دو عموی او (خانواده ضرّابیان) از اولین حلبی‌سازان همدان بودند. 
حرفه حلبی‌سازی در سه استان همدان، تهران و اصفهان ریشه دارد. اما آثار حلبی‌سازی همدان به همت استادکاران همدانی از همه مهم‌تر و مشهورتر است و شهرت جهانی داشته، مورد توجه گردشگران و کلکسیونرهای غربی بوده است. بخاری‌های هیزمی و نفتی هگمتان کار که ابتدا با لیبل اکباتان در دوره پهلوی در تهران مورد استفاده قرار می‌گرفت و تا مدتها در باغهای حومه تهران دیده می‌شود نمونه آشنا بشمار می‌رفت. صناعت پر قدمت حلبی سازی به همت سیّد محمّدباقر ضرابیان از شهر همدان در فهرست آثار ملی ثبت شد و ثبت در یونسکو نیز پیشنهاد ایشان بوده است. وی می‌گوید ساخت سماور به وسیله جد ایشان نور علی ضرّابیان که زمانی از استادکاران ضرابخانه همدان بود و به روسیه سفر کرده بود به ایران آورده شد [۹]  [البته سماور از زمان صفوی در ایران وجود داشت و برای تهیه قهوه استفاده می‌شد، در اواخر دوره قاجار سماور سازی در ایران رواج گرفت و بعدها برای دم کردن چای مورد استفاده قرار گرفت]، تکنیک حلبی سازی و اصطلاحات آلمانی چون فایتزتکنیک، کلَپیغَه و اِشپنگلا و فلَشنَه و کلِمپنَفُست نیز از طرف او و سه فرزندش در ایران رواج گرفت.
انتقاد به این روایت:
[سیّد محمّدباقر ضرّابیان درباره تاریخچه خانوادگی خود می‌گوید جد او ساخت سماور و قلیان را از روسیه فرا گرفته است، حال آنکه سماور در دوره صفوی به ایران راه یافت و قلیان نیز از زمان شاه طهماسب از هند به ایران آمده بود.]
[این روایت که کارگری از کار بی کار شده در ضرابخانه برای یافتن شغلی راهی کشورهای دیگر از روسیه تا آلمان شده باشد جالب اما عجیب است، چراکه مشاغلی که نزدیک به آهنگری باشند از نعل کوبی تا مسگری و ساخت سماور و قلیان در زمان ناصری هنوز رونق داشتند. حلبی‌ سازی فنی نو در دوره پیشاصنعتی بود که از نگاه تاجر میتوانست پر سود و فایده جلوه کند و به مخاطره بیارزد.
کارگران ضرابخانه نیازی به آشنایی با زبان خارجه نداشتند، فرزندان و نوادگان آقامحمدخان ضرابی کاشی هم در ضرابخانه کار نمیکردند. خانواده ایشان سالها به فعالیتهای دیگر روی آورده بودند، که شرح آن به این موضوع ارتباطی ندارد.
در آنزمان شانس آشنایی با علوم برای عموم و قشر متوسط جامعه کمتر از امروز بود و همگان دسترسی به  مدارس عالی نداشتند، خانواده تجار، دولتمردان و مستشاران بدلیل حرفه و تردد به اروپا بیشتر با زبانهای خارجه آشنایی داشتند. احتمال آشنایی با زبان عربی در آن دوران بیشتر بود. برای درک بهتر موضوع میتوان نگاهی به تاریخ احداث مدارس الیانس و مدرسه الیانس همدان داشت که از قدیمیترین مدرسه های این شهر است.
شیوه کار حلبی سازی و ضرب سکه متفاوت است. چنانکه گفته شد کارگر ضرابخانه نیازی به آشنایی با زبانهای خارجه نداشت، کافی بود فنون کار را فرا بگیرد. بنظر میرسد این اشتباه از آنجا ناشی میشود که چندی از افراد متمول رؤسا یا مدیران ضرابخانه، معیّران و امین الضرب به کار تجارت روی آوردند. وارد کردن چرخ مخصوص حلبی سازی توسط اولاد یکی از اعضای این خانواده ها صورت گرفت که سالها پیش از این حرفه (مدیریت ضرابخانه) فاصله گرفته بودند.]
اگرچه ایشان این صناعت را از آلمان به ایران آوردند بسیاری از آثار ایشان از جمله کالاهای نفیس تزیینی منقوش جلادار و دَمِسین (آهن زراندود)، صندوق، کباب‌پز، چراغها و بخاریهای هیزمی و نفتی توسط گردشگران اروپایی خریداری می‌شد و در کلکسیون‌های غربیها جا می‌گرفت، که در میان آنها خریداران آلمان و اتریش و سوییس نیز وجود دارند. در این کشورها استادکاران حلبی‌ساز Tinsmith پوشش گنبد برج‌ها Dome را می‌سازند (مانند شیروانی و دوازده گنبد فلزی و تاریخی میدان پهلوی همدان و مشابه آن تیمچه هشت گنبد میدان حسن‌آباد یا میدان پهلوی تهران در محله فردوسی در نزدیکی میدان توپخانه که از دوره قاجار برجای مانده است و ساخت بلِشِرهای ایرانی است)، در گذشته دریافت مدرک این حرفه نیازمند گذراندن دوره‌های هندسه و ریاضی و فلزکاری بود. وقتی از حلبی سازی سخن به میان می‌آید از تانکر گلاب‌گیری تا صناعت گنبدسازی به ذهن متبادر می‌شود. امروزه این صناعت تاریخی در ساخت مجسمه و لوگوی شرکتها با ورق آهن گالوانیزه galvanized نیز به کار برده می‌شود. گردهمایی این حرفه در خرداد برگزار می‌شود. اولین رئیس صنف، پیشکسوت و پر سابقه‌ترین عضو صناعت حلبی‌سازی بود. آموزش و راهیابی به این حرفه دارای قوانین و ضوابطی است که توسط صنف (گیلد guild) در مورد آن تصمیم گیری میشد.  
از افراد خاندان ضرابی می‌توان به دو برادر به نامهای محمد و غلامحسین نواده میرزا محمد جعفر و رضای نایب اشاره کرد که جد اعلای ایشان به منطقه کردنشین موسوم به آمدیا بازمی‌گردد، برای مدت کوتاهی از کاشان به همدان مهاجرت کرده و سپس روانه تهران می‌شوند. نوادگان ضرابی‌های کاشان اهل علم و قلم و ادب بوده، یا مستشار و در رکاب دولت بودند. جد ایشان آقا محمدخان ضرابی امین‌الضرب کاشان بود. 
در بازار تهران راسته‌ای به نام راسته حلبی‌سازها وجود دارد. در قدیم بازار حلبی‌سازان تهران از مراکز عمده عرضه کتاب بود. کتابخانه بزرگ و وقفی حسین آقا ملک التجار در بازار حلبی سازهای تهران بود، کتابفروشیهایی دیگری مثل کتابفروشی شیخ رضا و… نیز در این بازار پدید آمد، پس از تأسیس دارالفنون مراکز دیگری به‌وجود آمد.
نمونه آثار:
میدان حسن‌آباد تهران و ساختمان‌های گنبدی پیرامونش در سال ۱۳۰۹ از سوی دو معمار به نام باقلیان و تادوسیان ساخته شد.
ساخت گنبدهای مدور میدان حسن‌آباد اثر استاد اکبر نکووقت معروف به استاد اکبر خواهرزاده است. 

## صنعت و حلبی‌سازی
«قلع در سده میانه در بوهِمیا به‌وجود آمد. (بوهمیا از سال ۱۹۱۸ تا ۱۹۳۹ و از سال ۱۹۴۵ تا ۱۹۹۲ بخشی از چکسلواکی بود؛ و از سال ۱۹۹۳ بخش بزرگ مرکزی و غربی جمهوری چک را تشکیل داده است) منابع دربارهٔ زمان این رخداد از اواخر سده سیزدهم تا چهاردهم میلادی متفاوت هستند. طی این سالها تکنیک ساخت ورق قلع به مناطق مجاور آلمان گسترش یافت و تا سده شانزدهم میلادی آلمان تنها منبع قلع در اروپا بود. هنوز از بایرن به عنوان یکی از ایالتهای مهم این پیشه یاد می‌شود. در اوایل سده نوزدهم اولین ماشین دستی برای برش قالب‌های قلع اختراع شد.
دو برادر قلع ساز آمریکایی به نام جورج و آرتور تراخت (زادهٔ حدود ۱۸۸۰)، اولین ساختمان فلزی مدولار جهان را ساختند». (ضرابی، حسین. تاریخچه قلع‌سازی. اصناف) 
تولید ورق آهن سفید، ورق سیاه (پلیت کربن استیل نوعی صفحه فولادی)، ورق رنگی گالوانیزه… و فرم‌دادن به آن نقش مهمی در عصر صنعت ایفا می‌کنند. ماشین‌ها و دستگاه‌های شکل دهی به ورقه‌های آهن منجر به تحول و ساخت تجهیزات ساختمانی چون شیروانی تا وسایلی نظیر دیواره‌های کابینت‌های فلزی، تانکر، آبگرمکن و بخاری… شد.
منبع آب یا تانکر آب یکی از ابزارهای مهم روزگار قدیم بود که امروزه نیز در برخی مناطق با آب و هوای گرم و خشک و دچار بحران کمبود آب، و همچنین در باغ‌ها و مزرعه‌ها مورد استفاده قرار می‌گیرد.
به گزارش موزه و اسناد صنعت نفت اولین کارخانه‌های تولید قلع در غرب کشور احداث شدند. در آغاز این حرفه به کمک صنعت نفت درآمد. و صنعت بسته‌بندی مواد غذایی و کنسرو شکل گرفت.
در ۱۳۳۷ کارخانه آزمایش و در دههٔ ۱۳۵۰، یک سازنده لوازم خانگی ایرانی به نام ارج، لوازم خانگی از جمله آب گرم کن نفتی، بخاری و کولرهای آبی عرضه کرد.
بانیان شکل‌گیری حلبی‌سازی خانوادهٔ فردی به نام محمد کاشی هستند که در کار تجارت مشغول بودند و با کنیه ضرابی شناخته می‌شدند. به دلیل سفرهای بسیار و اشتغال به تجارت و داد و ستد با این فن آشنا شدند.
شرکت صنایع بسته‌بندی ایران توسط خانواده لاجوردی در سال ۱۳۴۲ تاسیس و تولیدات قوطی کنسرو و کمپوت آغاز شد.
اولین آبگرمکن مسکونی ساخت انگلیس مشابه مدلهای امروزی در سال ۱۸۶۸ به دست بنجامین وادی موگان Benjamin Waddy Maughan  به ثبت رسید. 
در سال ۱۹۲۴ اولین آبگرمکن غوطه‌وری حلقه‌ای توسط دکتر تئودور استیبل  توسعه یافت و شرکت  Dr. Theodor Stiebel در برلین راه اندازی شد.                                                        

## اشخاص سرشناس
- اکبر نکووقت